# CAUROM

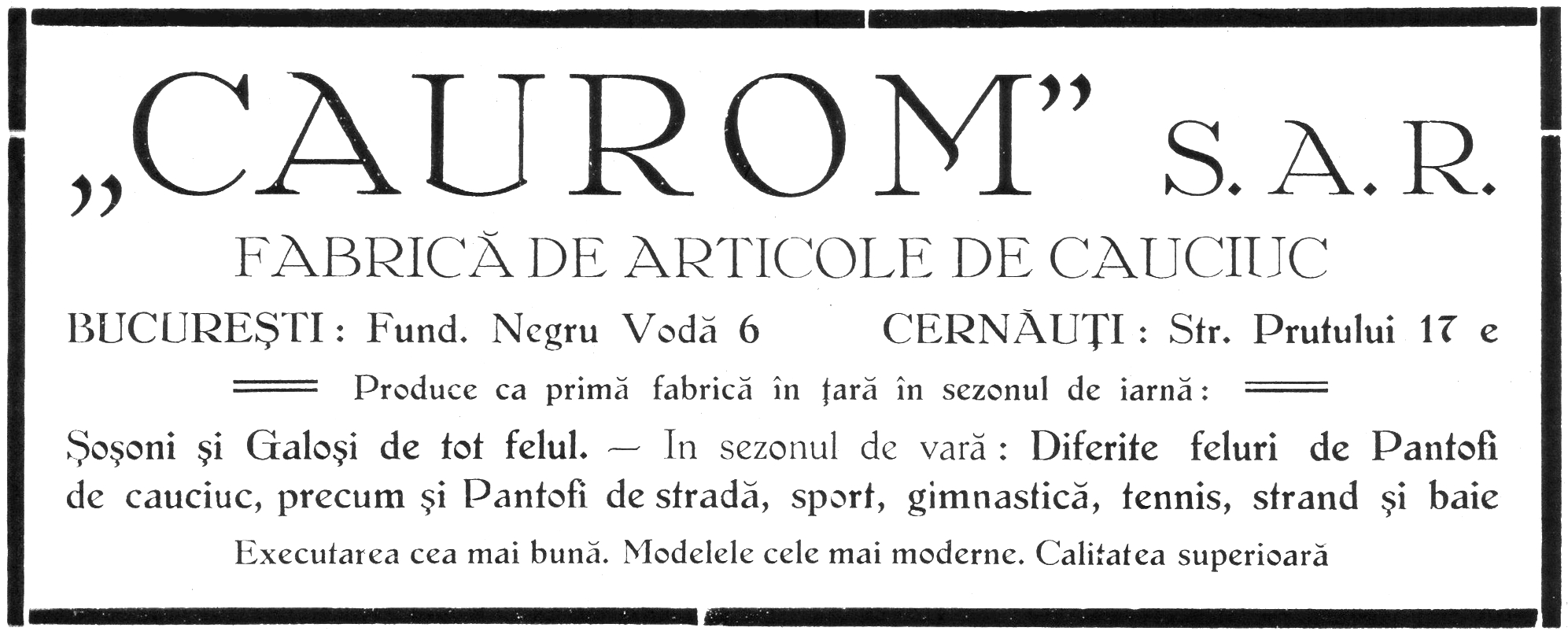
Reclamă din anul 1936

CAUROM (acronim de la CAUciuc ROMânia) a fost o companie producătoare de bunuri din cauciuc din Cernăuți, România. 

## Istoric
În contextul politicilor naționaliste ale regelui Carol al II-lea al României de dezvoltare a unei industrii naționale, importurile de bunuri din Polonia nu au mai avut loc, iar Leib Rojskiss (n. 1905, Białystok, Imperiul Rus) a înființat în 1932 CAUROM (acronim de la CAUciuc ROMânia), drept companie producătoare de bunuri din cauciuc din Cernăuți. Societatea anonimă română, numită oficial „CAUROM” Fabrica de articole din Cauciuc S.A.R. a avut sediul în București.
Fabrica stabilită în Cernăuți a fost prima de acest fel din nordul României și prima care a produs galoși și șoșoni din cauciuc în țară, în 25 august 1934. În același an avea 400 de angajați, o capacitate de producție de 1600 de perechi de șoșoni și galoși (incluzând și tocuri de până la 13 cm) pe zi și materie primă din țară în proporție de 85 %, cu cauciuc natural importat din India și Sumatra. Acest aspect a dus la estimarea unor prețuri de desfacere la aproape jumătate față de produsele străine echivalente. După o altă sursă, la mai puțin de o lună de la pornire, în octombrie 1934, avea 280 de angajați și 14 specialiști străini și o producție de 1500 perechi de încălțăminte.
Începând din iulie 1939 a avut o echipă proprie de fotbal în Cernăuți, Caurom.
La nivelul anului 1939, în ceea ce privea în continuare industria națională a cauciucului în România în viitorul apropiat, pentru crearea unei oarecare independențe față de materiile prime ce necesitau importate s-a avut în vedere înființarea unei fabrici de cauciuc sintetic cu o capacitate anuală de 2000–3000 de tone. Aceasta ar fi avut un efect benefic prin eliminarea devizelor, aprovizionarea Armatei României și crearea unor venituri indirecte și directe către stat. Producția trebuia dirijată în primul rând către bunuri precum anvelope pneumatice, măști de gaze și îmbrăcăminte de protecție împotriva iperitei și secundar către fabricarea de furtunuri de benzină, petrol și uleiuri. Amplasamentul ales a fost Centrul Transilvaniei, poziție argumentată de poziția ferită în caz de război, materia primă de carbid produsă la Societatea „Nitrogen” din Diciosânmartin sau cea de gaz natural găsit în abundență în bazin, forță de muncă bună în regiune, energie destul de ieftină obținută din gaz natural. Se avea în vedere un studiu realizat în colaborare cu I. G. Farbenindustrie⁠(en)[traduceți] din Germania Nazistă și DuPont de Nemours din SUA pentru a stabili ce materie primă avea să fie mai economică: hidrocarburile gazoase de gaze naturale și cele de rafinării în sintetizarea butadienei sau carbid/acetilena. Varianta de obținere din hidrocarburi gazoase a fost considerată a fi de preferat prin neutilizarea vulcanizării cu sulf, de care România dispunea parțial.
În contextul acțiunii de eliberare a Basarabiei și Bucovinei de Nord cu exproprierea evreilor proprietari, introducerea lor în ghetou și deportarea lor, precum și împărțirea proprietăților evreiești și rezervelor de război sovietice între populația românească și autorități pe sume modice, avocatul din București al fabricii, Teofil Nițeanu, a intrat în posesia acesteia. Până atunci firma a aparținut familiilor evreiești Yortner și Rojkiss. Sub pretextul românizării, în 1941 acesta a trecut în registre că deține 60 % din acțiunile firmei, pe lângă fabrica în sine alegându-se și cu cantități considerabile de mărfuri, materii prime și semifabricate cu o valoare estimată de peste 50 de milioane de lei. Ulterior, în urma evacuării din 1944, s-a început pierderea urmei fabricii. În acest sens s-a constituit societatea TEONIT (Teofil Nițeanu) cu sediul la Făgăraș, unde Nițeanu a transportat toate mașinile fabricii, nerespectând și nedeclarând astfel clauzele armistițiului, nereguli descoperite ulterior de organele armatei sovietice.